# Bistum Merseburg

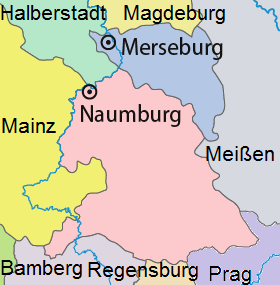
Bistum Merseburg, Diözesangrenzen

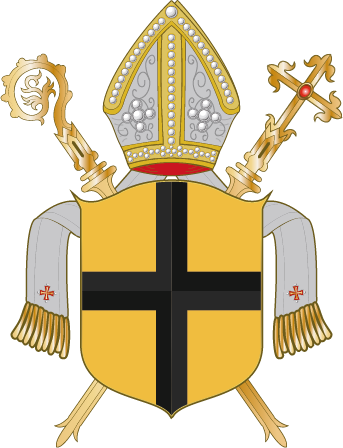
Wappen des Bistums Merseburg

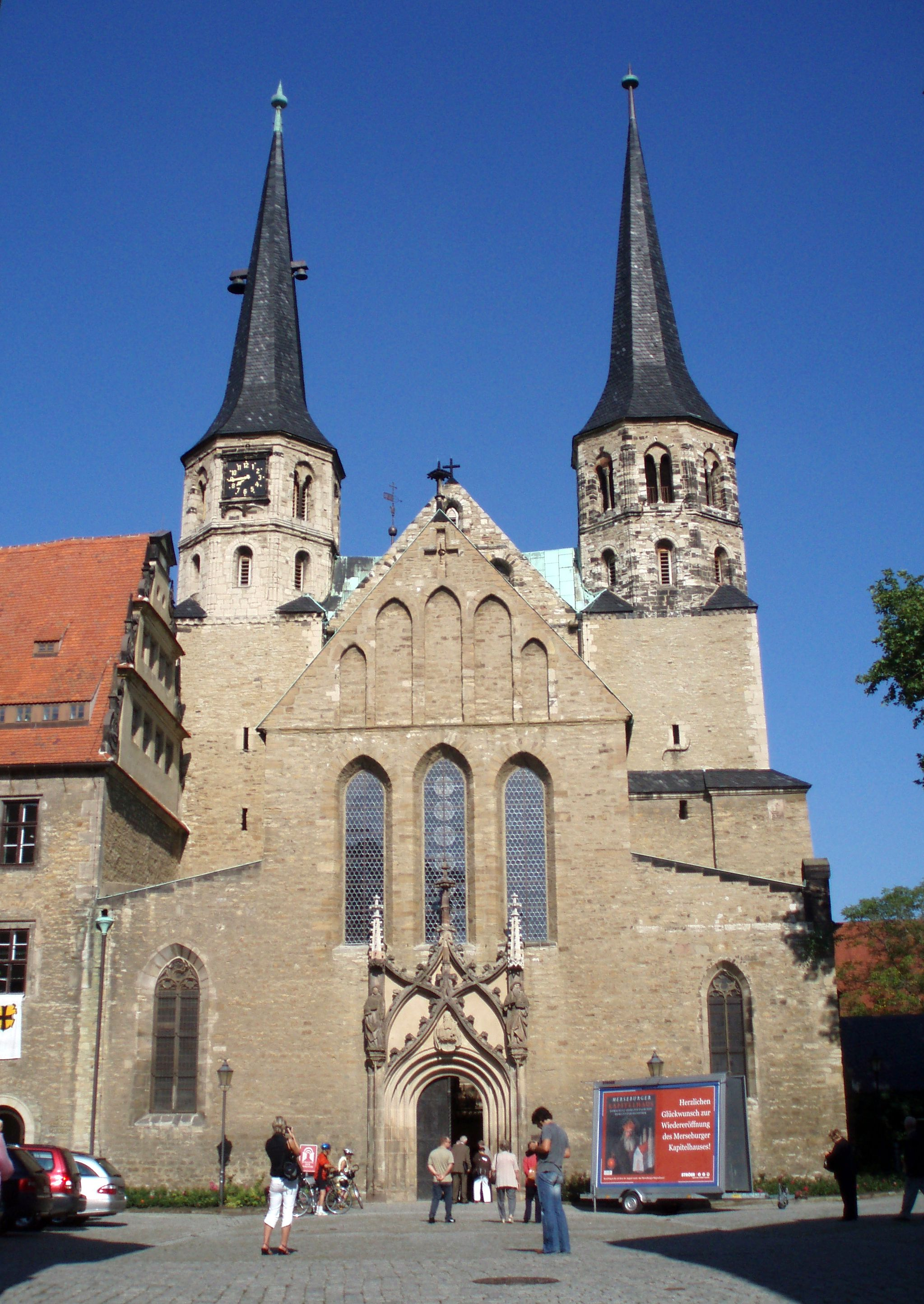
Dom zu Merseburg am Tag der Wiedereröffnung des Kapitelhauses

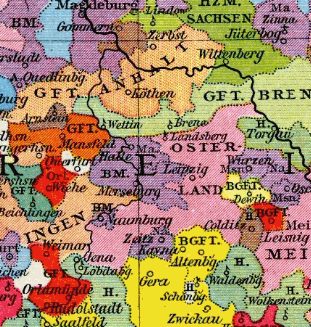
Das Hochstift Merseburg um 1250

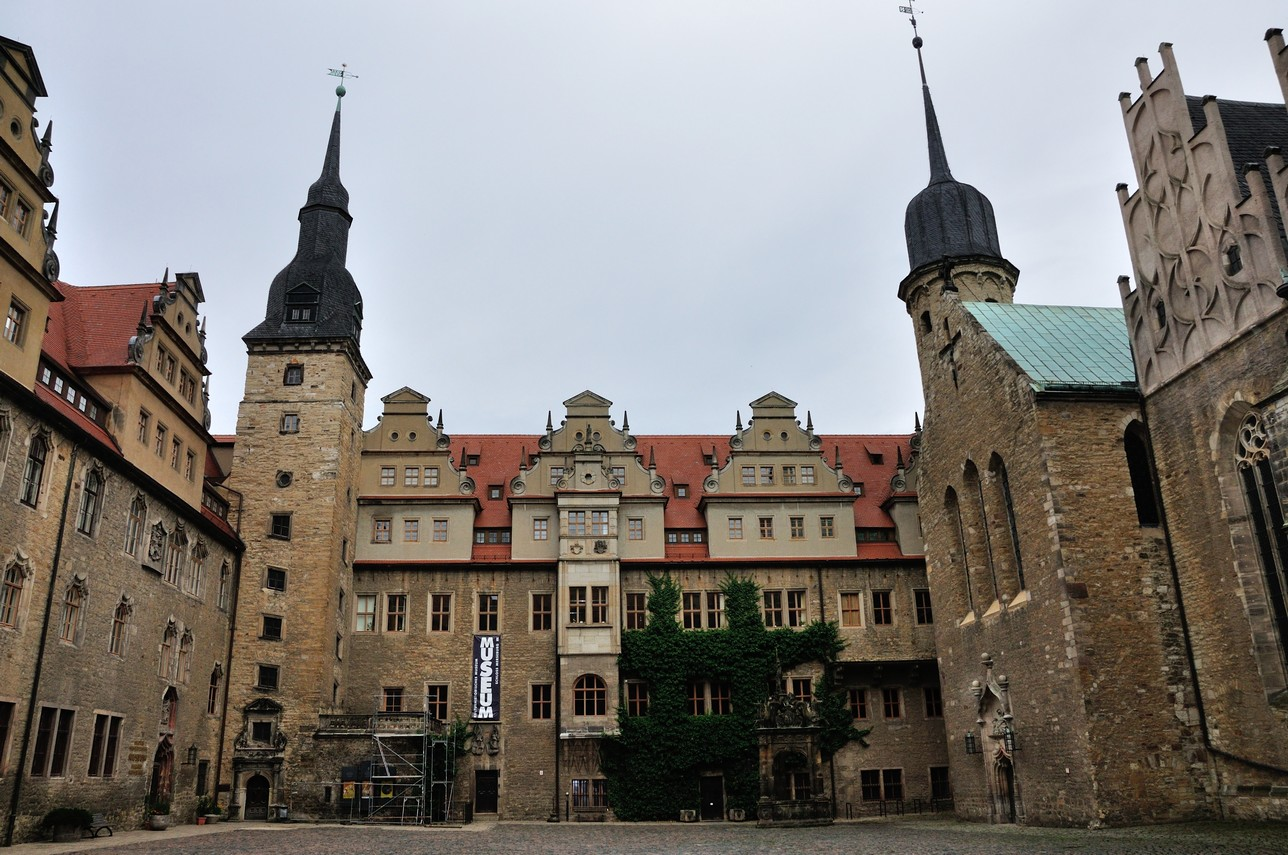
Hof von Schloss Merseburg, Residenz von Bistum und Hochstift, mit Eingang zum Merseburger Dom (rechts)

Das Bistum Merseburg war eine römisch-katholische Diözese in Deutschland und bestand von 968 bis 981 sowie von 1004 bis 1565. Vom Bistum als kirchenrechtliche Einheit ist das Hochstift Merseburg, das weltliche Herrschaftsgebiet von Bischof und Domkapitel, zu unterscheiden, obwohl auch dieses als Bistum Merseburg bezeichnet wurde.

## Gründung
Das Bistum entstand aufgrund eines Gelübdes von König Otto I., nachdem er in der Schlacht auf dem Lechfeld die Ungarn endgültig geschlagen hatte. Die Synode von Ravenna 967 unterstützte die Gründung. Durch königliches Diplom ließ Otto 968 das Erzbistum Magdeburg und dessen Suffraganbistümer Merseburg, Zeitz und Meißen errichten. Der erste Bischof von Merseburg war Boso (968–970), der zweite Giselher (971–981). Als dieser Erzbischof von Magdeburg wurde, wurde das Bistum Merseburg bis zu seinem Tod 1004 aufgehoben. Kaiser Heinrich II. gründete es erneut. Insgesamt amtierten 43 Bischöfe in Merseburg.

## Geschichte
1021 wurde der Merseburger Dom, dessen Grundstein 1015 durch Bischof Thietmar gelegt worden war, von Bischof Bruno in Anwesenheit Kaiser Heinrichs II. geweiht. Der Kaiser beschenkte zu diesem Anlass das Bistum reich, nicht zuletzt aufgrund dessen strategischer Bedeutung für seine Ostmark.
Bis zur Reformationszeit blieb Merseburg nun Bischofssitz und ein bedeutendes religiöses Zentrum, nachdem das Gebiet zuvor zum Bistum Halberstadt gehört hatte. Es war flächenmäßig zwar eines der kleinsten deutschen Bistümer, umfasste jedoch wichtige Zentren wie die Stadt Leipzig, den Süden des heutigen Sachsen-Anhalt und Teile des heutigen Freistaates Sachsen. Am Ende des Mittelalters umfasste es rund 310 Pfarr- und Filialkirchen. Zudem stellte der Bischof von Merseburg zugleich auch den Kanzler der Universität Leipzig selbst noch nach der Reformation. Aus diesem Grund zeigt das auch heute noch genutzte Siegel der Universität die Schutzheiligen des Merseburger Bistums Johannes den Täufer und den Hl. Laurentius von Rom.
Bischof Thilo von Trotha ließ ab 1470 den Neubau des Merseburger Schlosses beginnen und veranlasste ab 1510 den Umbau des Doms im Stil der Spätgotik von einer Basilika zu einer Hallenkirche.
Am 3. Mai 1525 musste Bischof Adolf aufgrund von protestantischen Unruhen nach Leipzig fliehen. Am 8. Mai versuchten die Unzufriedenen, die Domfreiheit zu stürmen. Im Juni folgende Gerichtsverhandlungen führten dazu, dass am 10. Juni 1525 vier Bürger und vier Bauern auf dem Merseburger Markt geköpft wurden.
Während der vergeblichen Belagerung der Stadt Leipzig im Schmalkaldischen Krieg prägten die beiden kriegsführenden Seiten im Januar 1547 Not- oder Belagerungsklippen in Leipzig. Der Geldbedarf für die Bezahlung der Söldner während der Belagerung durch Kurfürst Johann Friedrich I., musste durch die Prägung von Notklippen aus Silber und Gold unter hauptsächlicher Verwendung von Kirchengerät und Silbergeschirr gedeckt werden. Die wertvollen Gegenstände stammten aus dem Besitz des Stiftes Merseburg, die vor dem Krieg aus Sicherheitsgründen in Leipzig eingelagert waren.

## Aufhebung
Nach dem Tod des letzten katholischen Bischofs Michael Helding im Jahr 1561 setzt sich dann auch in Merseburg die Reformation endgültig durch, wodurch die Diözese aufgehoben wurde; jedoch bestand das Hochstift weiter. Herzog Alexander, Sohn des Herzogs August von Sachsen, war (im kindlichen Alter) bis zu seinem frühen Tod 1565 formal Administrator des Hochstifts, danach kam es an Kursachsen. Später war es Teil des kurzlebigen Herzogtums Sachsen-Merseburg.